# 四安將軍
四安將軍，即安東將軍、安西將軍、安南將軍、安北將軍，是中國古代的高級武官。在漢魏時開始設立，並成為「重號將軍」（常設將軍）的一種。一般地位次於四鎮將軍，高於四平將軍。蜀漢則為在四征將軍之下，四平將軍之上。

## 沿革
歷代品秩沿革：四安將軍存在時間約為192年－557年，前後約莫360餘年。
- 曹魏時為「第三品」，地位相當於九卿、尚書令等重臣。
- 晉朝時四安仍為「第三品」，地位相當於尚書令、侍中等官員。
- 劉宋時則亦為「第三品」，地位不變。
- 南齊時亦有，但品級史料未載，不詳。大體與前朝無太多改變。
- 南梁時四安被改為八安，位列「二十一班」，仍為重號將軍，為將軍職第四等，在八鎮之下，四平、四翊之上。
- 北魏時則為四安為「正三品」，加大者，地位相當於吏部尚書、中領軍、中書令等官員。
- 北齊時則為四安為「正三品」，地位不變。
- 北周未曾設立後，歷代皆無此官位，就此消失。

## 曾任名人

### 安東將軍
在東漢末年首次設立該職位，佔據徐州的陶謙就曾經在初平三年（192年）三月，董卓死後，因陶謙在李傕、郭汜作亂關中，糧盡援絕之際仍出使奉貢漢獻帝，因而被封為徐州牧，加安東將軍，封溧陽侯。

### 安西將軍
在東漢末年首次設立該職位，興平元年（194年）秋七月甲子，董卓舊將鎮南將軍楊定在董卓伏誅後，被封為安西將軍，開府儀同三司。

### 安南將軍
在東漢末年首次設立該職位，建安三年（198年），時任寧輯將軍的段煨在謁者僕射裴茂的指揮下，進入長安後，指揮梁興、張橫擊殺逃到黃白城的李傕，將李傕全家老少二百餘口押解許都，曹操下令夷滅三族，獻帝遂封段煨為「安南將軍」、閺鄉侯。

### 安北將軍
曹魏時為「第三品」，但無得此官職之人的相關紀錄。